# Indre Mission
Der Kirkelig Forening for den Indre Mission i Danmark (kurz Indre Mission oder IM, deutsch Innere Mission) ist eine pietistische Bewegung innerhalb der Dänischen Volkskirche. Selbsterklärtes Ziel ist es, die Bevölkerung Dänemarks mit der Offenbarung von Jesus Christus im Sinne der evangelisch-lutherischen Lehre der Volkskirche vertraut zu machen.
Die Organisation trägt zwar den Titel Verein (dänisch Forening) im Namen, hat jedoch keine Mitglieder. Stattdessen ist Indre Mission über Ortsgruppen organisiert, in denen die venner (Freundinnen und Freunde) der IM, die allesamt Mitglieder der Volkskirche sind, ihre Treffen organisieren.

## Ausrichtung und Tätigkeiten
Die Indre Mission gilt in Dänemark als weniger weltliche und kulturoffene Nebenbewegung zur liberaleren grundtvigianischen Hauptströmung.
Zugleich setzt sich die Bewegung seit jeher für das Miteinander mit und die Integration von Zugewanderten aus allen Kulturen ein. Vor allem jedoch vor dem Hintergrund, die Zugewanderten zu missionieren.
Ein großer Teil der Einnahmen der Bewegung wird durch Spenden erzielt. Wie aus dem Spendenregister des Justizministeriums hervorgeht, sollen damit „verkündigende und lehrende Veranstaltungen, Treffen und Freizeiten, Clubaktivitäten für Kinder und Jugendliche, beziehungsfördernde Aktivitäten wie Besuchsdienste, Beratung und Anleitung in Fragen des Zusammenlebens und Familienlebens, Angebote für Netzwerke und Bildung für Migranten und andere benachteiligte Gruppen, der Einsatz von haupt- und ehrenamtlichen Mitarbeitenden sowie die Veröffentlichung von Büchern, Zeitschriften und Internetseiten“ gefördert werden.

## Geschichte
Indre Mission wurde 1861 in Stenlille gegründet und entstand aus evangelisch-lutherischen Erweckungsbewegungen des 19. Jahrhunderts. Ihr Ziel war es, das Glaubensleben innerhalb der dänischen Volkskirche zu vertiefen und die persönliche Frömmigkeit zu stärken, statt Mission im Ausland zu betreiben. Unter dem maßgeblichen Einfluss und der autoritären Führung von Vilhelm Beck (1829–1901) entwickelte sie sich besonders im späten 19. und frühen 20. Jahrhundert zu einer prägenden religiösen Bewegung mit vielen lokalen Gemeinschaften und Missionshäusern.
Beck setzte auf Bibeltreue und persönliche Frömmigkeit. Er kämpfte dafür, Indre Mission innerhalb der Volkskirche zu halten, und lehnte demokratische Strukturen innerhalb der Bewegung ab.

## Aktuelle Situation (Stand 22. Juli 2025)
In Dänemark wird die Bewegung heute von der Bevölkerungsmehrheit kritisch betrachtet. In einer Umfrage von Voxmeter gaben im Frühjahr 2025 nur 10 Prozent der 1020 Befragten, die nicht Teil der Bewegung sind, an, ein positives Bild von ihr zu haben. 61 Prozent verbinden IM mit etwas Negativem. Besonders die älteren Generationen bezeichnen die Bewegung häufig als „fanatisch“ oder „extremistisch“. Der Sprecher von Indre Mission, Asbjørn Asmussen, argumentierte in Kristeligt Dagblad, dass die Untersuchung auch zeige, dass jene, die am kritischsten seien, am wenigsten über die Bewegung wüssten.
Besonders wegen ihrer ablehnenden Haltung zu Homosexualität und Abtreibung steht die Bewegung in Dänemark im Gegensatz zur Mehrheitsmeinung. Im konservativ geprägten Jütland ist Indre Mission heute deutlich bekannter und verbreiteter als im Osten des Landes mit der Hauptstadt Kopenhagen. Insgesamt ist die Zahl der lokalen Missionshäuser von einst 945 auf 174 im Jahr 2025 gesunken.
Neben den 89 Mitarbeitenden in der Bewegung selbst beschäftigt Indre Mission 75 Personen in Verlagen, Verwaltung und Öffentlichkeitsarbeit sowie in Reiseunternehmen und im Gastgewerbe. Neben einem Campingplatz am Vejle Fjord betreibt die dänische Bewegung auch ein Hotel in Kopenhagen.